# Faedis
Faedis este o comună din provincia Udine, regiunea Friuli-Veneția Giulia, Italia, cu o populație de 2.765 locuitori (1 ianuarie 2023) și o suprafață de 46,78 km².

## Demografie
Faedis - evoluția demografică

|  | Graficele sunt indisponibile din cauza unor probleme tehnice. Mai multe informații se găsesc la Phabricator și la wiki-ul MediaWiki. |

Date: Recensăminte sau birourile de statistică - grafică realizată de Wikipedia

## Orașe înfrățite
Faedis este înfrățit cu alte 2 orașe:
- Castellterçol, Spania din  1991
- Fleurus, Belgia